# Kenta Ihara
Kenta Ihara (猪原 健太 Ihara Kenta?, Prefectura de Kōchi, 23 de abril de 1982) es un guionista de anime japonés.

## Trabajos

### Anime

#### Series de televisión
| Año  | Anime                                                                  | Estudio                     | Funciones                                            | Refs.         |
| ---- | ---------------------------------------------------------------------- | --------------------------- | ---------------------------------------------------- | ------------- |
| 2014 | Zankyō no Terror                                                       | MAPPA                       | Guionista (#8, 10)                                   | [ 2 ]         |
| 2015 | Death Parade                                                           | Madhouse                    | Cooperación de guion                                 | [ 3 ]         |
| 2016 | Ajin                                                                   | Polygon Pictures            | Guionista (#1, 3, 5, 8, 10, 12)                      | [ 4 ]         |
| 2016 | Ajin Part 2                                                            | Polygon Pictures            | Guionista (#5-11)                                    | [ 5 ]         |
| 2017 | Yōjo Senki                                                             | NUT                         | Composición de la serie Guionista (#1-12)            | [ 6 ]         |
| 2019 | Vinland Saga                                                           | Wit Studio                  | Composición de la serie Guionista (#5-24)            | [ 7 ]         |
| 2019 | Kono Yūsha ga Ore TUEEE Kuse ni Shinchō Sugiru                         | White Fox                   | Composición de la serie Guionista (#1-12)            | [ 8 ]         |
| 2019 | Kono Yuno hate de koi wa utau Shōjo                                    | Feel                        | Guionista (#6, 13, 17, 19, 23, 25)                   | [ 9 ]         |
| 2020 | Shachō, Battle no Jikan Desu!                                          | C2C                         | Composición de la serie Guionista (#1-12)            | [ 10 ]        |
| 2021 | Ore dake Haireru Kakushi Dungeon: Kossori Kitaete Sekai Saikyou        | Okuruto Noboru              | Composición de la serie Guionista (#1-12)            | [ 11 ]        |
| 2021 | Kyōkyoku Shinka Shita Full Dive RPG ga Genjitsu Yorimo Kuso-Ge Dattara | ENGI                        | Composición de la serie Guionista (#1-12)            | [ 12 ]        |
| 2021 | Tsuki ga Michibiku Isekai Dōchū                                        | C2C                         | Composición de la serie Guionista (#1-12)            | [ 13 ]        |
| 2021 | Mieruko-chan                                                           | Passione                    | Composición de la serie Guionista (#1-12)            | [ 14 ]        |
| 2022 | Otome Game Sekai wa Mob ni Kibishii Sekai desu                         | ENGI                        | Composición de la serie Guionista (#1-12)            | [ 15 ] [ 16 ] |
| 2022 | Tomodachi Game                                                         | Okuruto Noboru              | Composición de la serie Guionista (#1-12)            | [ 17 ]        |
| 2022 | Isekai Ojisan                                                          | Atelier Pontdarc            | Composición de la serie Guionista (#1-13)            | [ 18 ]        |
| 2022 | Akuyaku Reijō Nanode Rasubosu o Katte Mimashita                        | Maho Film                   | Composición de la serie Guionista (#1-12)            | [ 19 ]        |
| 2023 | Benriya Saitō-san, Isekai ni Iku                                       | C2C                         | Composición de la serie Guionista (#1-12)            | [ 20 ]        |
| 2023 | The Marginal Service                                                   | 3Hz                         | Composición de la serie Guionista (#1-12)            | [ 21 ]        |
| 2023 | FLCL: Shoegaze                                                         | Production I.G NUT Akatsuki | Guionista (#1-3)                                     | [ 22 ]        |
| 2024 | Ishura                                                                 | Passione                    | Composición de la serie Guionista (#1-12)            | [ 23 ] [ 24 ] |
| 2024 | Tsuki ga Michibiku Isekai Dōchū Season 2                               | J.C.Staff                   | Composición de la serie Guionista (#1-25)            | [ 25 ] [ 26 ] |
| 2024 | Hitoribotchi no Isekai Kōryaku                                         | Hayabusa Film Passione      | Composición de la serie Guionista (#1-6, 8-9, 11-12) | [ 27 ] [ 28 ] |
| 2024 | Ao no Miburo                                                           | Maho Film                   | Composición de la serie Guionista (#1-3, 6, 10)      | [ 29 ]        |
| 2025 | Ishura 2nd Season                                                      | Passione                    | Composición de la serie Guionista (#13-24)           | [ 30 ]        |
| 2025 | Zutaboro Reijō wa Ane no Moto Konyakusha ni Dekiai Sareru              | LandQ Studios               | Composición de la serie                              | [ 31 ]        |
| 2025 | Tsuyokute New Saga                                                     | Studio Clutch               | Composición de la serie Guionista (#1-8)             | [ 32 ] [ 33 ] |
| 2025 | Busamen Gachi Fighter                                                  | White Fox                   | Composición de la serie                              | [ 34 ]        |
| 2025 | Nukitashi the Animation                                                | Passione                    | Composición de la serie Guionista (#1-5)             | [ 35 ] [ 36 ] |
| 2026 | Yūsha-kei ni Shosu: Chōbatsu Yūsha 9004-tai Keimu Kiroku               | Studio Kai                  | Composición de la serie                              | [ 37 ] [ 38 ] |
| —    | Yōjo Senki II                                                          | NUT                         | Composición de la serie                              | [ 39 ]        |

#### Películas
| Año  | Anime            | Estudio                     | Funciones                   | Refs.  |
| ---- | ---------------- | --------------------------- | --------------------------- | ------ |
| 2018 | FLCL Alternative | Production I.G NUT Revoroot | Supervisor de guion gráfico | [ 40 ] |
| 2019 | Yōjo Senki Movie | NUT                         | Guionista                   | [ 41 ] |

#### ONAs
| Año  | Anime                                  | Estudio          | Funciones                                | Refs.  |
| ---- | -------------------------------------- | ---------------- | ---------------------------------------- | ------ |
| 2019 | Levius                                 | Polygon Pictures | Guionista (#1-12)                        | [ 42 ] |
| 2021 | Yōjo Senki: Sabaku no Pasta Daisakusen | NUT              | Guionista                                | [ 43 ] |
| 2023 | Gamera: Rebirth                        | ENGI             | Composición de la serie Guionista (#1-6) | [ 44 ] |

### Acción real

#### Películas de televisión
| Año  | Título                                         | Cadena     | Funciones | Refs. |
| ---- | ---------------------------------------------- | ---------- | --------- | ----- |
| 2012 | Kudo Shinichi Kyoto Shinsengumi Satsujin Jiken | Yomiuri TV | Guionista | [ 1 ] |

#### Series de televisión
| Año  | Título                                           | Cadena    | Funciones              | Refs.  |
| ---- | ------------------------------------------------ | --------- | ---------------------- | ------ |
| 2011 | Rokudenashi Blues                                | NTV       | Guionista              | [ 1 ]  |
| 2011 | CO: Ishoku Kōdineta                              | WOWOW     | Guionista              | [ 1 ]  |
| 2012 | Sōmatō Kabushiki-gaisha                          | TBS       | Guionista (#1-3, 6-10) | [ 45 ] |
| 2012 | Chō Saigen! Mystery                              | NTV       | Guionista              | [ 1 ]  |
| 2013 | Hora Akushidentaru                               | Fuji TV   | Guionista (#3-4)       | [ 46 ] |
| 2014 | Maru Ho no Onna: Hoken Hanzai Chōsain            | TV Tokyo  | Guionista (#3-4, 6)    | [ 47 ] |
| 2014 | Sakura: Jiken wo Kiku Onna                       | TBS       | Guionista (#3)         | [ 48 ] |
| 2015 | 5-ji Kara 9-ji Made: Watashi ni Koi Shita Obōsan | Fuji TV   | Supervisor             | [ 1 ]  |
| 2018 | Dorama Hitokowa                                  | Hikari TV | Guionista              | [ 1 ]  |